# Radio (éditeur)
Pour les articles homonymes, voir Radio.
 (avril 2025).
Si vous disposez d'ouvrages ou d'articles de référence ou si vous connaissez des sites web de qualité traitant du thème abordé ici, merci de compléter l'article en donnant les références utiles à sa vérifiabilité et en les liant à la section « Notes et références ».
Les éditions radio S.E.C.F était une maison d'édition française fondée par Eugène Aisberg en 1934 qui distribua, par exemple, des ouvrages parus initialement chez l'éditeur d'informatique allemand Data Becker. Essentiellement tournée vers l'électronique et l'informatique, elle a compté parmi ses auteurs Henri Lilen. Elle a disparu dans les années 90. Depuis, la plupart de ses titres ont été repris chez Dunod et sont pour certains réédités.

## Siège social
- En 1985 : au 9, rue Jacob - 75006. Paris